# Crematogaster californica
Crematogaster californica es una especie de hormiga acróbata del género Crematogaster, familia Formicidae. Fue descrita científicamente por Wheeler en 1919.
Habita en el continente americano, en los Estados Unidos y México (Baja California y Baja California Sur). Se han encontrado colonias a elevaciones que van desde los 15 hasta los 1750 metros de altura. Habita en chaparrales, en el desierto de Sonora, bosques de pinos (Pinus torreyana y Pinus coulteri), bosques de robles y matorrales de Salvia. Además se encuentra en varios microhábitats como la vegetación baja, en sitios y lugares abiertos, en árboles pequeños como Yucca schidigera y Arctostaphylos, en arbustos como Adenostoma, y en algunos cactus como Ferocactus y Opuntia.